# テルル化鉛
テルル化鉛は鉛とテルルの化合物。化学式はPbTe。陽イオンを占めるPb原子と陰イオン格子を形成するTeがNaClの結晶構造で結晶化する。0.32eVのバンドギャップを持つナローギャップ半導体である。テルル鉛鉱として自然に生じる。

## 性質
- 比誘電率 ~1000.
- 電子の有効質量 ~ 0.01me
- 正孔移動度μp = 600 cm2 V−1 s−1 (0 K); 4000 cm2 V−1 s−1 (300 K)

## 用途
PbTeは非常に重要な中間熱電材料であることが示されている。熱電材料の性能は性能指数{\displaystyle ZT=S^{2}\sigma T/\kappa }（{\displaystyle S}はゼーベック係数、{\displaystyle \sigma }は電気伝導率、{\displaystyle \kappa }は熱伝導率）で評価できる。材料の熱電性能を向上させるには力率({\displaystyle S^{2}\sigma })を最大化し、熱伝導率を最小化する必要がある。
PbTeシステムは、バンドエンジニアリングによって力率を改善し発電用途に最適化することができる。適切なドーパントでn型もしくはp型のどちらかにドープすることができる。ハロゲンがp型ドーピング剤としてよく使われる。PbCl2, PbBr2およびPbI2はドナー中心を作るために一般的に使われる。Bi2Te3, TaTe2, MnTe2などの他のn型ドーピング剤はPbの代わりになり帯電していない空のPbサイトを生成する。これらの空のサイトはその後過剰な鉛からの原子により埋められ、これらの空の原子の価電子は結晶を通して拡散する。一般的なp型ドーピング剤は、Na2Te, K2TeおよびAg2Teである。これらはTeの代わりに空の帯電していないTeサイトを作り出す。これらの際とはイオン化されて追加の正孔を生成するTe原子で埋められる。バンドギャップエンジニアリングにより、PbTeの最大のzTは~650Kで0.8 - 1.0と報告されている。
ノースウェスタン大学における共同研究では「全規模階層型アーキテクチャ」(all-scale hierarchical architecturing)を使用して熱伝導率を大幅に低減しPbTeのzTを向上させた。このアプローチで点欠陥、ナノスケール析出物、メソスケール結晶粒界は電荷キャリア輸送に影響を与えることなく、平均自由行程が異なるフォノンの有効的な散乱中心として導入される。この手法を適用することにより、NaドープPbTe-SrTeシステムで達成されたPbTeのzTの記録値は約2.2である。
さらに、PbTeはしばしばスズと合金化してテルル化鉛スズを作る。これは赤外線検出器の材料として使用される。